# Freixenet
Freixenet («Фрешене́т», каталанское произношение: [fɾəʃəˈnɛt]) — производитель каталонского игристого вина — кавы. По данным IWSR — крупнейший в мире производитель игристого вина традиционным методом. Виноградарская база находится в регионе Пенедес, а производство расположено к западу от Барселоны — в городе Сант-Садурни-д’Анойя.

## История
Компания была основана после объединения двух семей с винодельческими корнями: семьи Феррер, с XII века владеющей фермерским хозяйством Ла-Фрешенеда в Альт-Пенедесе, и семьи Сала, занимавшейся производством и экспортом вина в Южную Америку. Семья Сала основала Casa Sala, где сейчас располагается штаб-квартира Freixenet.
Компания была основана, когда Педро Феррер Бош сочетался браком с Долорес Сала Бибе в конце XIX века. Примерно в то же время европейские винопроизводители сильно пострадали от нашествия Филлоксеры. Руководствуясь успехом своих коллег в Шампани, виноделы Каталонии начали производить игристое вино методом шампенуаз, или каву. В 1920-х годах, по мере становления рынка испанской кавы, кава «Фрешенет» уже была довольно популярна в Испании и даже за её пределами. В 1927 году по проекту архитектора Хосе Рос-и-Роса было построено здание Cavas Freixenet, рядом с железнодорожной станцией Сан-Садурни-д’Анойя. Фрешенет направляет средства на увеличение объёмов производства, сооружая новые погреба в Casa Sala. В 1936 Фрешенет начал поставки в США.
Во время гражданской войны в Испании семья потеряла отца и старшего сына. Руководство компанией легло на плечи вдовы, Долорес Сала. В 1941 году «Фрешенет» запустил в производство вино Carta Nevada, до сих пор один из лидирующих продуктов в линейке. В 1974 году компания добилась международного успеха с другим вином, Cordon Negro. В 1985 году «Фрешенет» приобрёл хозяйство Henri Abele (фр.) в Реймсе, один из старейших домов в Шампани. В 1986 году была открыта винодельня Gloria Ferrer в Сонома, Калифорния. В 2018 году была приобретена немецким концерном Henkell & Co. Sektkellerei.

## Маркетинг
Известным на весь мир стало рекламное изображение «Фрешенет» начала XX века «Мальчик с бутылкой». С 1977 года традиционным стал ежегодный рождественский телевизионный рекламный ролик «Фрешенет» со знаменитостью.
- 1977: Лайза Миннелли
- 1978 и 1979: Burbujas de Freixenet
- 1980: Барбара Рей, Лоренсо Сантамария, Сидни Ром и Марго Хемингуэй
- 1981: Джин Келли
- 1982: Норма Дюваль, Шерил Ладд и Энн-Маргрет
- 1983: Мигель Бозе и Ширли Маклейн
- 1984: Пласидо Доминго и Ана Обрегон[англ.]
- 1985: Ракель Уэлч
- 1986: Александр Годунов и Жаклин Биссет
- 1987: Виктория Принсипал
- 1988: Хосе Каррерас
- 1989: Пол Ньюман
- 1990: Инес Састре и Кристофер Рив
- 1991: Дон Джонсон
- 1992: Антонио Бандерас и Шэрон Стоун
- 1993: Ким Бейсингер
- 1994: Актёрский состав фильма «Изящная эпоха»
- 1995: Начо Дуато и Энди Макдауэлл
- 1996: Энтони Куинн, Лоренцо Куинн, Mar Flores, Sofía Mazagatos и Juncal Rivero
- 1997: Мег Райан
- 1998: Марибель Верду, Алехандро Санс, Лаура Понте и Ainhoa Arteta
- 1999: Монсеррат Кабалье, Joaquín de Luz, Тамара Рохо, Carlos Nuñez, Cristina Pato, Ketama, Эстрелла Моренте, Íngrid Rubio и Lorena Bernal
- 2000: Лорин Маазель и las Burbujas de Freixenet
- 2001: Пенелопа Крус
- 2002: Пилар Лопес де Айала
- 2003: Пас Вега
- 2004: Nieves Álvarez и Пирс Броснан
- 2005: Gabino Diego и Деми Мур
- 2006: Ángel Corella и Гвинет Пэлтроу
- 2007: Мартин Скорсезе
- 2008 и 2009: Selección española de natación sincronizada
- 2010: Шакира
- 2011: Сара Барас и Juan Carlos Martínez

## Винодельни группы «Фрешенет»
- Segura Viudas, Испания
- René Barbier, Испания
- Castellblanch, Испания
- Canals & Nubiola, Испания
- Conde de Caralt, Испания
- Vionta, Испания
- Morlanda, Испания
- Valdubón, Испания
- Henri Abelé, Франция
- Gloria Ferrer, США
- Sala vivé, Мексика
- Wingara wine group, Австралия
- Yvon mau, Франция
- Fra Guerau, Испания
- Viento sur, Аргентина
- Oroya, Испания
- Terra nova, Чили